# ضربة حظ

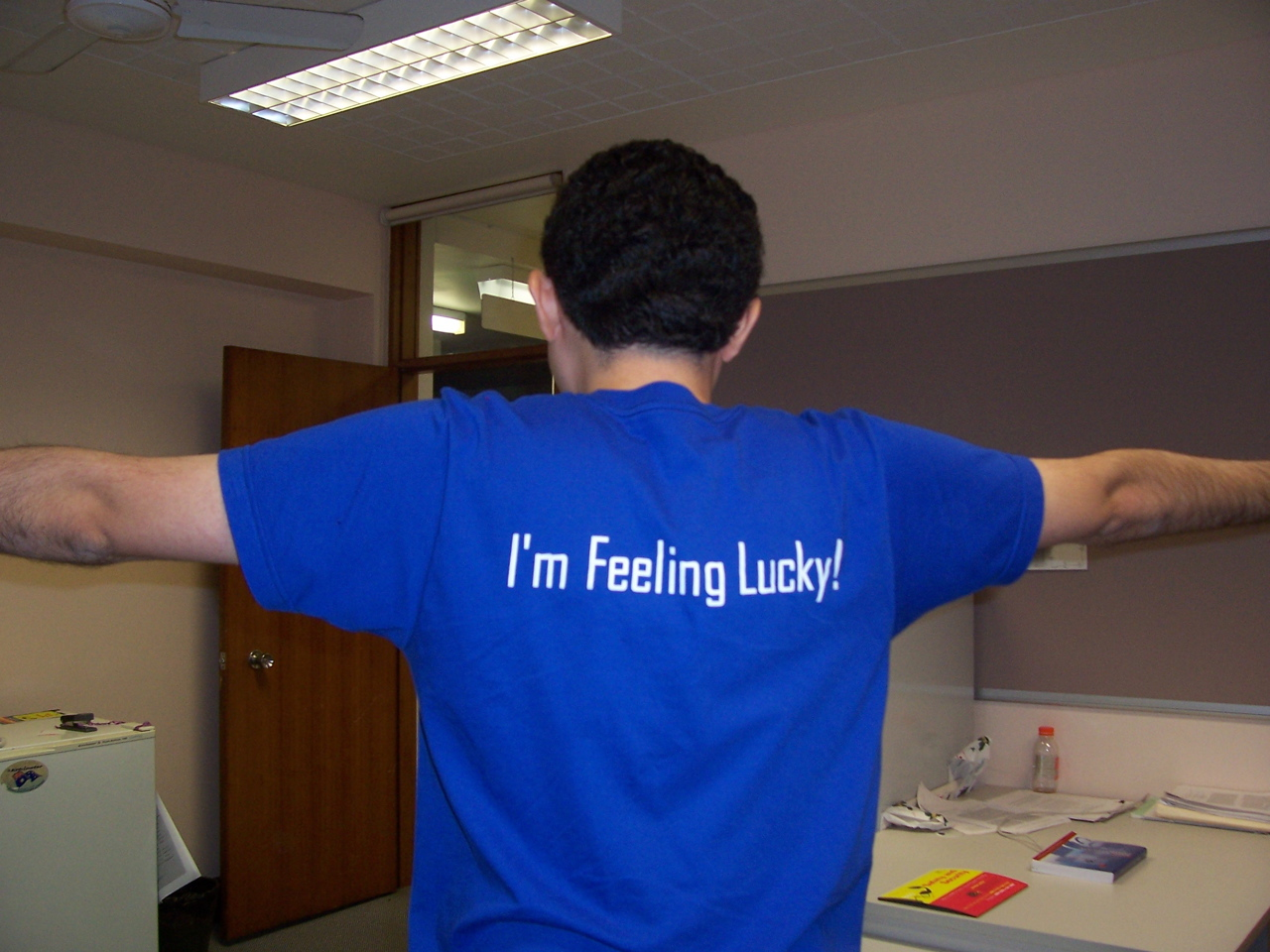
I'm Feeling Lucky
عبارة مدونة على قميص، وهي العبارة الإنجليزية المقابلة لعبارة "ضربة حظ"

ضربة حظ هو زر موجود في الصفحة الرئيسية لمحرك بحث جوجل، عندما ينقر المستخدم على الزر ستنتقل الصفحة إلى نتيجة البحث الأولى، بدون عرض صفحة نتائج البحث في المحرك.

## الفكرة
إن فكرة هذا الزر هي أنه إذا كان المستخدم يشعر بأنه محظوظ، سيضغط هذا الزر فيجد ما يبحث عنه كاملاً من أول مرة دون الحاجة إلى صفحة النتائج.
ووفقاً لدراسة أعدت لهذا الغرض فإن هذه الميزة تكلف جوجل 110 مليون دولار سنوياً لأنها تشكل نسبة 1% من عمليات البحث ولا تعرض أياً من الإعلانات أبداً. وقد ورد عن الموقع أن هذه الميزة تكلف الموقع أكثر من 110 مليون دولار سنوياً نظراً لأن 1% فقط من عمليات البحث التي تحدث في المحرك جوجل تستخدم هذه الخاصية وتتخطى جميع الإعلانات.

## التاريخ
- في يوم 30 أكتوبر 2009، تم إزالة زر «ضربة حظ» إلى جانب زر البحث العادي، وتم استبدالها مع فراغ وكتابه «هذا الفراغ ترك عمداً»، هذا النص يتلاشى عندما يتم نقل الماوس عليها، وقال متحدث باسم جوجل يفسر ما حدث، «هذا مجرد اختبار، وطريقة بالنسبة لنا لمعرفة ما إذا كان المستخدمون يريدون واجهة بحث المحرك أبسط مما هي عليه.»[2]
- حل محل هذا الزر في 21 مايو 2010، في الذكرى 30 للباك مان، و«ضربة حظ» الزر مع زر قراءة عبارة «أدخل العملة». بعد الضغط على زر، فإن المستخدم تبدأ لعبة صور تحت عنوان من باك مان في المنطقة حيث شعار جوجل سيكون بشكل طبيعي. والضغط على الزر مرة ثانية تبدأ إصدار اثنين من لاعب من اللعبة نفسها التي تضم السيدة بكمن لاعب 2. يمكن الوصول إلى هذه الصيغة في http://www.google.com/pacman كحلقة وصل دائمة إلى الصفحة.[3]